# Karl Strobel
Karl Strobel (* 21. Dezember 1954 in Augsburg) ist ein deutscher Althistoriker.
Karl Strobel studierte von 1974 bis 1978 die Fächer Geschichte, Alte Geschichte, Klassische Philologie, Germanistik, Archäologie, Ägyptologie, Hethitologie, Philosophie und Pädagogik an der Universität München. Im Jahr 1977 wurde er Mitglied des Corps Bavaria München, dessen Angehöriger er seit 2011 nicht mehr ist.
Seine Promotion über das Thema Untersuchungen zu den Dakerkriegen Trajans erfolgte 1981 in München bei Hermann Bengtson. Von 1979 bis 1986 war Strobel Wissenschaftlicher Assistent von Werner Huß und Akademischer Rat an der Universität Bamberg. Im Jahr 1989 habilitierte er sich an der Universität Heidelberg über das Thema Das Imperium Romanum im „3. Jahrhundert“. Die Arbeit wurde 1993 publiziert und erregte im Fach Aufsehen, da Strobel eine fundamentale Neubewertung der sogenannten Reichskrise des 3. Jahrhunderts vorlegte; Strobel wandte sich dabei direkt gegen die Thesen Geza Alföldys, dessen Mitarbeiter er zu dieser Zeit war. Anschließend war er von 1990 bis 1992 Leiter der Numismatischen Arbeitsstelle der Universität Heidelberg. 1993 bis 1996 hatte er eine Heisenbergstelle an der Universität Würzburg inne. 1993/1994 war er Visiting Member des Institute for Advanced Study in Princeton, New Jersey. Von 1997 bis 1998 war Strobel Professor für Alte Geschichte an der Universität Trier; von 1998 bis zu seiner Emeritierung im Jahr 2021 war er Professor für Alte Geschichte, Archäologie und Altertumskunde an der Universität Klagenfurt. Nach seinem Ausscheiden wurde die Professur nicht wieder besetzt.
Zu seinen zahlreichen Forschungsbereichen gehören unter anderem die Epigraphik, die Numismatik, die Papyrologie, die antike Wirtschaftsgeschichte, die Geschichte des Hellenismus, Kleinasien und der Nahe Osten in der späten Bronzezeit und frühen Eisenzeit, das vorrömische und römische Noricum, das vorrömische und römische Südosteuropa, die Geschichte des Imperium Romanum und die römische Heeresgeschichte. Seine Monographie zum Zeitalter Traians erschien in erster Auflage 2010, in zweiter erweiterter Auflage 2019 und in rumänischer Ausgabe 2022.
Am 9. Februar 2009 wurde in einer OTS-Aussendung der Austria Presse Agentur bekannt gegeben, dass Strobel zum Unabhängigen Personenkreis: „Wir für LH Gerhard Dörfler. LH Gerhard Dörfler für Kärnten!“ im Rahmen der Landtagswahl in Kärnten 2009 gehört. Die Initiative unterstützte Dörfler als Kandidaten, bei dem „das Erbe Jörg Haiders in besten Händen ist“. Im Sommer 2012 bewarb sich Strobel vergeblich um den Posten des Rektors der Universität Klagenfurt.

## Schriften (Auswahl)
Monografien
- Kaiser Traian. Eine Epoche der Weltgeschichte. Pustet, Regensburg 2010, ISBN 978-3-7917-2172-9. Zweite Auflage 2019.
- Die Galater. Geschichte und Eigenart der keltischen Staatenbildung auf dem Boden des hellenistischen Kleinasien, Berlin 1996, ISBN 3-05-003044-5.
- Das Imperium Romanum im „3. Jahrhundert“. Modell einer historischen Krise? Zur Frage mentaler Strukturen breiterer Bevölkerungsschichten in der Zeit von Marc Aurel bis zum Ausgang des 3. Jh. n. Chr. Stuttgart 1993, ISBN 3-515-05662-9.
- Die Donaukriege Domitians, Bonn 1989, ISBN 3-7749-2368-X.
- zusammen mit Joachim Knape: Zur Deutung von Geschichte in Antike und Mittelalter. Plinius d.J. „Panegyricus“: „Historia apocrypha“ der „Legenda aurea“, Bamberg 1985, ISBN 3-87052-659-9.
- Untersuchungen zu den Dakerkriegen Trajans. Studien zur Geschichte der mittleren und unteren Donauraumes in der Hohen Kaiserzeit, Bonn 1984, ISBN 3-7749-2021-4.

Herausgeberschaften
- Die Geschichte der Antike aktuell. Methoden, Ergebnisse und Rezeptoren. Akten des 9. Gesamtösterreichischen Althistorikertages 2002 und der V. Internationalen Table Ronde zur Geschichte der Alpen-Adria-Region in der Antike, Klagenfurt 2005, ISBN 3-7086-0100-9.
- Der Alpen-Adria-Raum in Antike und Spätantike. Die Geschichte eines historisch-geographischen Raumes im Spiegel der epigraphischen, literarischen, numismatischen und archäologischen Quellen, Klagenfurt 2003, ISBN 3-85013-980-8.
- Von Noricum nach Ägypten. Eine Reise durch die Welt der Antike. Aktuelle Forschungen zu Kultur, Alltag und Recht in der römischen Welt, Klagenfurt 2007.
- Die Ökonomie des Imperium Romanum. Strukturen, Modelle und Wertungen im Spannungsfeld von Modernismus und Neoprimitivismus, St. Katharinen 2002, ISBN 3-89590-135-0.
- Forschungen zur römischen Keramikindustrie. Produktions-, Rechts- und Distributionsstrukturen. Akten des 1. Trierer Symposiums zur Antiken Wirtschaftsgeschichte, Trier 2000, ISBN 3-8053-2666-1.
- Drei Jahrzehnte Umbruch der deutschen Universitäten. Die Folgen von Revolte und Reform 1968–1974, Vierow bei Greifswald 1996, ISBN 3-89498-031-1.
- New Perspectives on the Historical Geography and Topography of Anatolia in the II and I Millennium B.C. (= Eothen. 16), Firenze 2008.
- Empires after the Empire. Anatolia and Syria after Šuppiluliuma II. (ca. 1200–800/700 B.C.) (= Eothen. 17), Firenze 2011.